# Fresinat
Le fresinat est une spécialité française du sud du Tarn, servie le lendemain de la tuaille du cochon pour nourrir les amis et voisins venus donner un coup de main.

## Présentation
Le fresinat est un ragout de viande de porc un peu grasse, travers, cou, abats (ris, rate). La viande détaillée en cube est mijotée dans de la graisse avec ail et oignon. Il est couramment servi avec des pommes de terre sautées parfumées par une persillade.

## Historique
À l'époque où chaque famille rurale tuait le cochon à la ferme, il était nécessaire de demander de l'aide aux voisins et amis pour débiter, saler et cuire les 150 à 200 kg de l'animal. À charge de rendre le coup de main à leur tour quelques semaines plus tard. La maîtresse de maison avait le devoir de nourrir une tablée importante avec un plat simple à préparer. Dans le sud Tarnais, elle cuisinait des morceaux du cochon qui n'étaient pas utilisés pour élaborer les charcuteries, notamment les morceaux gras qui ne pouvaient être conservés longtemps.

## Sources